# Nilo Occidentale (Uganda)
Il Nilo Occidentale è una sotto-regione dell'Uganda, parte della più ampia Regione Settentrionale del paese; precedentemente era nota anche come Distretto del Nilo Occidentale o Provincia del Nilo Occidentale. Deve il suo nome al fatto di trovarsi sulla sponda occidentale del fiume Nilo Bianco, che la separa dal resto dell'Uganda.

## Storia
L'area del Nilo Occidentale rimase a lungo relativamente sottosviluppata e periferica rispetto al resto dell'Uganda, e in epoca precoloniale fu principalmente teatro di spedizioni di razzia da parte di mercanti di schiavi di origne turca nonché di attività di bracconaggio in cerca di avorio da parte dei primi esploratori europei. Contesa da francesi, belgi, tedeschi e britannici, la sovranità sulla regione variò a lungo prima di essere ricompresa, nel 1899, nei confini amministrativi del Sudan anglo-egiziano; nel 1914 passò entro i confini del Protettorato dell'Uganda sempre soto l'amministrazione coloniale del Regno Unito. La zona divenne quindi parte della Repubblica dell'Uganda dopo l'indipendenza di questa dal Regno Unito nel 1962.

## Geografia
Il Nilo Occidentale rappresenta l'estremo angolo nord-occidentale dell'Uganda. Confina con il Sudan del Sud a nord e con la Repubblica Democratica del Congo a sud e ovest; a est, il bacino del Nilo Bianco divide la sotto-regione dal resto dell'Uganda. Arua è la città principale e più popolosa della sotto-regione, e dista circa 420 chilometri dalla capitale ugandese Kampala.
La popolazione del Nilo Occidentale ammontava, nel 2018, a poco meno di tre milioni di abitanti in gran parte (80%) residenti nelle aree rurali, sebbene i tassi di urbanizzazione siano in crescita. La popolazione proviene in gran parte da gruppi etnici di origine sudanese, principalmente i Lugbara, i Kakwa, i Madi e gli Alur, ma comprende anche altri gruppi etnici come gli Ukebu, i Kuku e i Nubiani; a questi si aggiungono percentuali più piccole di altri gruppi etnici ugandesi come pure indiani e altri asiatici, congolesi e sudsudanesi. Il 52% della popolazione è di religione cattolica, mentre gli anglicani sono il 28% e i musulmani il 18%, con percentuali minori di altre credenze religiose.
L'agricoltura di sussistenza è l'attività economica più praticata nel Nilo Occidentale, ma sono significative anche le attività di pesca commerciale lungo il corso del Nilo Bianco e il commercio transfrontaliero con Congo e Sudan del Sud.

## Suddivisione amministrativa
Il Nilo Occidentale è ricompreso all'interno della Regione Settentrionale dell'Uganda, di cui costituisce una suddivisione informale. I distretti ricompresi nella sotto-regione del Nilo Occidentale sono:
- Distretto di Adjumani
- Distretto di Arua
- Distretto di Koboko
- Distretto di Maracha
- Distretto di Moyo
- Distretto di Nebbi
- Distretto di Pakwach
- Distretto di Yumbe
- Distretto di Zombo